# Krzysztof Nowak
Krzysztof Damian Nowak (27. september 1975 - 26. maj 2005) var en polsk fodboldspiller (midtbane).
Nowaks karriere varede grundet sygdom kun ni år. Mest nævneværdigt er hans fireårige ophold i Tyskland hos Bundesliga-klubben VfL Wolfsburg. Han spillede også i Brasilien hos Atlético Paranaense samt i flere klubber i hjemlandet, blandt andet Legia Warszawa.
Han spillede desuden ti kampe og scorede ét mål for det polske landshold.
Nowak døde den 26. maj 2005 af Amyotrofisk lateral sklerose. I hans ære oprettede VfL Wolfsburg en fond, der skal hjælpe mennesker ramt af denne sygdom.